# Акжар (Сарыагашский район)
Акжар (каз. Ақжар, до 1993 г. — Степное) — село в Сарыагашском районе Туркестанской области Казахстана. Административный центр Акжарского сельского округа. Код КАТО — 515435100. Расположено в 40 км к северо-западу от районного центра, города Сарыагаш. Через село проходит автомобильная дорога Ташкент — Шымкент.

## Население
В 1999 году население села составляло 4118 человек (2076 мужчин и 2042 женщины). По данным КНЭ, в 2003 году население составило 4,9 тысячи человек. По данным переписи 2009 года в селе проживало 5635 человек (2908 мужчин и 2727 женщин).

## История
Село основано в 1911 году немецкими переселенцами с Поволжья.